# Pennington County (Minnesota)
 For alternative betydninger, se Pennington County. (Se også artikler, som begynder med Pennington County)
Pennington County er et county i den amerikanske delstat Minnesota. Amtet ligger i den nordvestlige del af delstaten og grænser op til Marshall County i nord, Beltrami County i øst, Clearwater County i sydøst, Red Lake County i syd og mod Polk County i vest.
Pennington Countys totale areal er 1.601 km² hvoraf 5 km² er vand. I 2000 havde amtet 13.584 indbyggere. Amtets administration ligger i byen Thief River Falls.
Amtet har fået sit navn efter jernbanemanden Edmund Pennington.
48°04′N 96°02′V / 48.07°N 96.04°V